# Như Cao
Như Cao (chữ Hán phồn thể: 如皋市, chữ Hán giản thể:如皋市) là một thành phố cấp huyện thuộc địa cấp thị Nam Thông, tỉnh Giang Tô, Cộng hòa Nhân dân Trung Hoa. Thành phố này có diện tích 1477 ki-lô-mét vuông, dân số năm 2002 là 1,45 triệu người. Mã số bưu chính là 226500, mã vùng điện thoại là 0513. Chính quyền thành phố đóng ở. Về mặt hành chính, thành phố này được chia thành 23 trấn. Tổng cộng có 532 thôn hành chính.